# Fritz Logemann
Fritz Logemann (* 9. Juni 1907 in Vohrde; † 24. September 1993 in Diepholz) war ein deutscher Politiker (DP, später FDP).
Er war von 1969 bis 1976 Parlamentarischer Staatssekretär beim Bundesminister für Ernährung, Landwirtschaft und Forsten.

## Leben und Beruf
Nach der Volksschule und einer Privatschule besuchte Logemann, der evangelischen Glaubens war, die höhere Landwirtschaftsschule. Seit 1929 bewirtschaftete er einen Hof in Vohrde. Von 1943 bis 1945 nahm er als Soldat am Zweiten Weltkrieg teil und wurde schwer verwundet. Logemann war seit 1948 Bundesvorsitzender des Vereins für Agrarwirtschaft.
Logemann war der Neffe des Reichstagsabgeordneten Diederich Logemann und Onkel des niedersächsischen FDP-Bundesratsministers Heinrich Jürgens.

## Partei
Logemann trat nach dem Zweiten Weltkrieg der Deutschen Partei bei, deren Fachausschuss für Agrarpolitik er leitete. Nach dem Zusammenschluss der DP mit dem GB/BHE zur Gesamtdeutschen Partei trat er am 25. April 1961 der FDP bei.

## Abgeordneter
Logemann war von 1953 bis 1957 Landtagsabgeordneter in Niedersachsen. Von 1957 bis 1976 war er Mitglied des Deutschen Bundestages. Vom 5. März 1968 bis 1969 war er Vorsitzender des FDP-Fraktionsarbeitskreises Agrarpolitik.
Logemann ist stets über die Landesliste Niedersachsen in den Bundestag eingezogen.

## Öffentliche Ämter
Von 1948 an war Logemann Bürgermeister von Anstedt im Landkreis Diepholz.
Am 22. Oktober 1969 wurde er als Parlamentarischer Staatssekretär beim Bundesminister für Ernährung, Landwirtschaft und Forsten in die von Bundeskanzler Willy Brandt geführte Bundesregierung berufen. Dieses Amt behielt er auch unter dessen Nachfolger Helmut Schmidt. Nach der Bundestagswahl 1976 schied der am 15. Dezember 1976 aus dem Amt.

## Ehrungen
- 1972: Großes Verdienstkreuz der Bundesrepublik Deutschland
- 1976: Großes Verdienstkreuz mit Stern und Schulterband